# Habeas corpus
Habeas corpus (termen din latina medievală care înseamnă literalmente „că aveți corpul”) este un recurs în drept prin care se poate raporta unei instanțe o arestare ilegală sau o detenție ilegală, și se poate cere acestei instanțe să dispună custodelui persoanei, de regulă un funcționar al închisorii, să aducă prizonierul în fața ei, pentru a se determina dacă detenția este legală.
Conform informațiilor furnizate de LII (Cornell University Law School- Legal Information Institute) în sistemul american, instanțele federale pot folosi habeas corpus pentru a determina dacă detenția unui deținut într-un stat este validă legal. Habeas corpus este folosit pentru a aduce un deținut sau un alt încarcerat (de exemplu, bolnavul mintal instituționalizat), în fața instanței pentru a determina dacă persoana în cauză ispășește o pedeapsă sau detenție, legală. O astfel de petiție se înaintează împotriva agentului de stat (de obicei, un director de închisoare), care deține inculpatul în stare de arest. Aceasta poate fi, de asemenea, utilizată pentru a examina orice proces de extrădare, cuantumul cauțiunii, precum și competența instanței de judecată.
Înscrisul⁠(d) de habeas corpus a fost descris în secolul al XVIII-lea de William Blackstone⁠(d) drept un „mare și eficace înscris în toate chestiunile de reținere ilegală”. El reprezintă o convocare cu forța legală a unui ordin judecătoresc⁠(d); este adresat custodelui (de exemplu, un oficial al penitenciarului) și cere ca un deținut să fie adus în fața instanței, și ca custodele să facă dovada autorității, permițând instanței să determine dacă custodele are autoritate legală să rețină deținutul. Dacă custodele își depășește atribuțiile, atunci deținutul trebuie obligatoriu eliberat. Orice deținut, sau orice persoană care acționează în numele acesteia, poate solicita instanței sau judecătorului un înscris de habeas corpus. Un motiv pentru ca acest înscris să fie cerut de o altă persoană decât deținutul este cazul în care persoana este ținută izolată⁠(d). Majoritatea jurisdicțiilor de drept civil oferă un recurs similar pentru cei reținuți ilegal, dar nu se numește întotdeauna habeas corpus. De exemplu, în unele țări hispanofone, recursul echivalent se numește amparo de libertad ("protecție a libertății").
Habeas corpus are anumite limite. Cel care îl solicită trebuie să prezinte probe Prima facie⁠(d) că persoana este reținută ilegal. Din punct de vedere tehnic, el este doar o cale de atac procedurală; o garanție împotriva oricărei detenții, care este interzisă prin lege, dar nu protejează în mod necesar alte drepturi, cum ar fi dreptul la un proces echitabil. În unele țări, actul a fost temporar suspendat în condiții de stare de urgență, de exemplu în cazul Legii de Suspendare a lui Habeas Corpus din 1794⁠(d) în Regatul Unit (când autoritățile se temeau de acțiuni radicale pe teritoriul britanic, similare Revoluției Franceze) și Legea de Suspendare a lui Habeas Corpus din 1863⁠(d) în Statele Unite (în timpul Războiului Civil). 
Dreptul de a adresa petiții pentru un habeas corpus a fost, totuși, mult timp sărbătorită ca cea mai eficient garant al libertății. Juristul Albert Venn Dicey a scris că Legea britanică de Habeas Corpus "nu stabilește nici un principiu și și nu definește nici un drept, dar eficiența practică are valoarea a o sută de articole constituționale care garantează libertatea individuală".
Înscrisul habeas corpus este unul din înscrisurile denumite „extraordinare”, „ale dreptului jurisprudențial”, sau „prerogative⁠(d)”, care erau emise istoric în instanțele engleze⁠(d) în numele monarhului pentru a controla instanțele inferioare și autoritățile publice din regat. Cele mai comune astfel de înscrisuri prerogative sunt Quo warranto⁠(d), Prohibito⁠(d), Mandamus⁠(d), procedendo⁠(d), și Certiorari⁠(d). Procedura legală în cazul acestor petiții nu este doar civil sau penal, întrucât includ prezumția de neautoritate. Oficialul care răspunde acestui înscris trebuie să-și dovedească autoritatea de a face sau de a nu face ceva. În lipsa acestor dovezi, instanța trebuie să decidă în favoarea petentului⁠(d), care poate fi orice persoană, nu doar o parte interesată. Această diferă de moțiunile din procesele civile în care obligația de a-și demonstra poziția îi revine celui care depune moțiunea.